# Al-Mokawloon Al-Arab Sporting Club
L'Al-Mokawloon Al-Arab Sporting Club (in arabo نادي المقاولون العرب الرياضي‎?), abbreviato in Al-Mokawloon e noto anche come Arab Contractors Sporting Club, è una società calcistica egiziana di Nasr City, distretto del Cairo. Milita nella Prima Lega, la massima divisione del campionato egiziano di calcio.
Il club fu fondato nel 1973 da Osman Ahmed Osman, ingegnere e politico a cui è intitolato lo stadio della squadra.

## Palmarès

### Competizioni nazionali
- Campionato egiziano: 1

1982-1983
- Coppa d'Egitto: 3

1990, 1995, 2004
- Supercoppa d'Egitto: 1

2004
- Seconda Divisione: 1

2004-2005 (Gruppo B)

### Competizioni internazionali
- Coppa delle Coppe d'Africa: 3 [1]

1982, 1983, 1996

### Altri piazzamenti
- Coppa d'Egitto:

Semifinalista: 2007-2008, 2010-2011
- Coppa delle Coppe d'Africa:

Semifinalista: 1984
- Supercoppa CAF:

Finalista: 1997
- Coppa delle Coppe araba:

Finalista: 1991

## Competizioni CAF
- Coppa delle Coppe d'Africa
  - 1982: vincitore
  - 1983: vincitore
  - 1984: semi-finale
  - 1991: quarti di finale
  - 1996: vincitore
  - 1997: quarti di finale
- Coppa della Confederazione CAF
  - 2005: fase a gironi

## Rosa 2021-2022
Aggiornata al 6 settembre 2021
| N. |                   | Ruolo | Calciatore            |
| -- | ----------------- | ----- | --------------------- |
| 1  | Egitto (bandiera) | P     | Mahmoud Abou El-Saoud |
| 2  | Egitto (bandiera) | D     | Amir Abed             |
| 4  | Egitto (bandiera) | D     | Mohamed Samir         |
| 5  | Egitto (bandiera) | C     | Ibrahim Salah         |
| 6  | Egitto (bandiera) | A     | Mohamed Hamdi         |
| 7  | Egitto (bandiera) | A     | Gebna                 |
| 8  | Egitto (bandiera) | D     | Fady Nagah            |
| 9  | Egitto (bandiera) | A     | Mohamed Salem         |
| 10 | Egitto (bandiera) | C     | Karim Mostafa         |
| 11 | Egitto (bandiera) | D     | Hassan El Shami       |
| 13 | Egitto (bandiera) | D     | Ahmed Abdelaziz       |
| 14 | Egitto (bandiera) | C     | Youssef El Gohary     |
| 15 | Egitto (bandiera) | C     | Ahmed Kaboria         |
| 16 | Egitto (bandiera) | P     | Hassan Mahmoud Shahin |

| N. |                         | Ruolo | Calciatore           |
| -- | ----------------------- | ----- | -------------------- |
| 17 | Egitto (bandiera)       | A     | Ahmed Daouda         |
| 18 | Egitto (bandiera)       | P     | Ahmed El Arabi       |
| 19 | Egitto (bandiera)       | C     | Mohamed Magli        |
| 20 | Egitto (bandiera)       | C     | Ahmed El Shimi       |
| 21 | Burkina Faso (bandiera) | D     | Farouck Kabore       |
| 22 | Egitto (bandiera)       | C     | Abdallah Yaisien     |
| 24 | Colombia (bandiera)     | A     | Luis Hinestroza      |
| 26 | Egitto (bandiera)       | D     | Basem Ali (capitano) |
| 27 | Egitto (bandiera)       | D     | Ibrahim Adel         |
| 29 | Egitto (bandiera)       | D     | Khaled El Husseini   |
| 33 | Egitto (bandiera)       | A     | Youssef Hassan       |
|    | Egitto (bandiera)       | D     | Abdelwahab Ismail    |
|    | Mauritania (bandiera)   | A     | Mamadou Niass        |